# Мерсье, Рене
Рене Мерсье (фр. René Mercier) — французский биатлонист, участник зимних Олимпийских игр 1960 года.

## Биография
Единственным крупным международным соревнованием для Рене Мерсье стали зимние Олимпийские игры 1960 года в американском Скво-Вэлли, где он выступил в индивидуальной гонке. Вслед за своим соотечественником Виктором Арбезом он показал лучшее время прохождения дистанции, но закрыв только 5 мишеней из 20, получил 30 минут штрафа и занял только 22-е место из 30-ти участников.

### Участие в Олимпийских играх
| Год  | Место проведения | Инд |
| 1960 | Скво-Вэлли       | 22  |